# 東京みらい農業協同組合
東京みらい農業協同組合（とうきょうみらいのうぎょうきょうどうくみあい、略称JA東京みらい、東京みらい農協）は、東京都東久留米市に本店を置く農業協同組合。

## 沿革
- 1995年（平成7年）4月1日 - 東村山市、清瀬市、東久留米市、保谷市（現西東京市）の4つのJAが合併し誕生。
- 2004年（平成16年）4月1日 - JA第一清瀬を合併。
- 2008年（平成20年）6月4日 - 田無警察署は東久留米支店貯金課課長代理を業務上横領容疑で逮捕。
- 2012年（平成24年）10月1日 - JA東京あぐりを合併。

## 店舗
- 本店（東久留米市幸町3丁目7-2）
- 東村山支店（東村山市本町1丁目16-5）
- 秋津支店（東村山市秋津町5丁目13-15）
- 東村山西支店（東村山市野口町2丁目3-12）
- 恩多支店（東村山市恩多町3丁目29-1）
- 清瀬支店（清瀬市中里3-892-7）
- 東久留米支店（東久留米市幸町3丁目7-2）
- 東久留米駅前支店（東久留米市東本町7-2）
- 滝山支店（東久留米市前沢4丁目9-6）
- 保谷支店（西東京市泉町3丁目1-1）
- 下保谷支店（西東京市東町3丁目9-2）
- 田無支店（西東京市田無町5丁目10-1）
- ひばりヶ丘支店（西東京市谷戸町2丁目15-10）
- 田無南口支店（西東京市南町5丁目7-1）